# Carlos Estuardo (1639-1672)
Carlos Estuardo, tercer duque de Richmond, sexto duque de Lennox KG (7 de marzo de 1639 - Elsinor, Dinamarca, 12 de diciembre de 1672), de Cobham Hall en Kent y de Richmond House en Whitehall, Londres, duodécimo señor de Aubigny en Francia, fue un noble inglés de Ascendencia Franco-escocesa y primo en cuarto grado del rey Carlos II de Inglaterra, ambos descendientes en la línea masculina de John Estuardo, tercer conde de Lennox.

## Primeros años de vida
Era el único hijo y heredero de Jorge Estuardo, noveno señor de Aubigny por su esposa Lady Katherine Howard, una hija de Theophilus Howard, segundo conde de Suffolk. Era nieto de Esmé Estuardo, tercer duque de Lennox.

### Matrimonios
Carlos Estuardo se casó tres veces, pero no tuvo hijos:
- En primer lugar, después de junio de 1659, a Elizabeth Rogers, y después de su muerte.
- En segundo lugar, el 31 de marzo de 1662, con Margaret Banaster, viuda de William Lewis, quien murió en 1661.
- Su tercer matrimonio fue en marzo de 1667, con Frances Teresa Stewart (1647-1702), nieta de Walter Stewart, primer Lord Blantyre. Conocida en la corte como "Le Belle Stuart" que había sido deseada por el primo de Richmond, el rey Carlos II, como amante.

## Vida pública
El 10 de diciembre de 1645, fue nombrado Barón Estuardo de Newbury, Berkshire, y Conde de Lichfield, títulos conferidos a él "para perpetuar los títulos que se pretendía conferir a su tío" Lord Bernard Stewart, hijo menor del duque de Lennox, quien había muerto en la Batalla de Rowton Heath en la Guerra Civil Inglesa en septiembre de ese año.
En enero de 1658, Carlos Estuardo se exilió en Francia y estableció su residencia en la casa de su tío, Ludovico Estuado, señor de Aubigny. En el año siguiente cayó bajo el desagrado el Consejo de Estado de El Protectorado, y se emitieron órdenes para apoderarse de su persona y bienes.
Regresó a Inglaterra con el rey Carlos II en 1660, en la Restauración de la Monarquía y se sentó en el Parlamento de la Convención, mostrando una gran animosidad hacia los partidarios de la Commonwealth. A la muerte de su primo de 10 años Esmé Stewart el 10 de agosto de 1660, sucedió como tercer duque de Richmond y sexto duque de Lennox. En ese mismo año fue nombrado Gran Chambelán Hereditario de Escocia, Gran Almirante Hereditario de Escocia y Lord-Teniente de Dorset. El 15 de abril de 1661 fue investido con la Orden de la Jarretera.
Alrededor de 1660 se construyó Richmond House en el sitio de la bolera de Enrique VIII del  palacio de White Hall . 
A la muerte de su tío, Ludovic Stuart, le sucedió como duodécimo señor D'Aubigny, título por el que rindió homenaje por poder al rey Luis XIV de Francia, el 11 de mayo de 1670. En julio de 1667, a la muerte de su prima, Mary Butler, condesa de Arran, se convirtió en Barón Clifton, y el 4 de mayo de 1668 fue nombrado Lord Teniente y Vicealmirante de Kent, junto con el Conde de Winchilsea. 
En 1671 fue enviado como embajador a la corte danesa para persuadir a Dinamarca de que se uniera a Inglaterra y Francia en un proyectado ataque contra los holandeses. Mientras estaba allí en Elsinore en 1672 murió ahogado, a la edad de 33 años. in 1672 he died by drowning, aged 33.

## Fallecimiento
Richmond murió el 12 de diciembre de 1672 y fue enterrado en la Abadía de Westminster el 20 de septiembre de 1673. Como murió sin descendencia, sus títulos se extinguieron, a excepción del de Baron Clifton, que pasó con la mayor parte de sus propiedades a su hermana Katherine, Lady O Brien. A su esposa, sin embargo, se le habían otorgado las propiedades de Lennox de por vida. En 1675, los títulos duque de Richmond, duque de Lennox y Conde de March, fueron resucitados para Carlos Lennox, primer duque de Richmond y Lennox, el hijo ilegítimo del rey Carlos II con su amante Luisa de Kérouaille.